# 佩尔·卡勒松
佩尔·卡勒松（瑞典語：Per Carleson，1917年7月11日—2004年6月8日），瑞典男子击剑运动员。他曾代表瑞典参加1948年、1952年和1956年夏季奥林匹克运动会击剑比赛，共获得一枚银牌和一枚铜牌。